# Blues Image
Blues Image byla americká rocková skupina. Vznikla v roce 1966 ve městě Tampa na Floridě. Její původní sestavu tvořili Mike Pinera (zpěv, kytara), Manny Bertematti (zpěv, bicí), Joe Lala (zpěv, perkuse), Emilio Garcia (klávesy) a Malcolm Jones (baskytara). Garcia však brzy odešel a nahradil jej Skip Konte. Své první album pojmenované podle skupiny kapela vydala v roce 1969. Druhé, jehož producentem byl Richard Podolor a které dostalo název Open, bylo vydáno v dubnu 1970 a mimo členů skupiny na něm hrál ještě kytarista Kent Henry, pozdější člen Steppenwolf. Z alba také pocházel hitový singl „Ride Captain Ride“ (umístil se na čtvrté příčce žebříčku Billboard Hot 100). Zanedlouho po vydání alba ze skupiny odešel Pinera (začal spolupracovat se skupinou Iron Butterfly) a skupina bez něj nahrála ještě třetí album Red White & Blues Image, ale zanedlouho se rozpadla.

## Diskografie

### Alba
- Blues Image (1969) - #112 (Billboard 200)
- Open (1970) - #147 (Billboard 200)
- Red White & Blues Image (1970)

### Singly
- „Lay Your Sweet Love on Me“ / „Outside Was Night“ (1969)
- „Ride Captain Ride“ / „Pay My Dues“ (1970) - #4 (Billboard 100)
- „Gas Lamps and Clay“ / „Running Water“ (1970) - #81 (Billboard 100)
- „Rise Up“ / Take Me Back (1971)?